# Семеновське (Баймацький район)
Семе́новське (рос. Семёновское, башк. Семеновка) — село у складі Баймацького району Башкортостану, Росія. Адміністративний центр Семеновської сільської ради.
Населення — 276 осіб (2010; 354 в 2002).
Національний склад:
- башкири — 89%